# Estado da arte
O estado da arte é uma referência ao estado atual de conhecimento sobre um determinado tópico que está sendo objeto de análise ou estudo. De forma geral, o estado da arte representa o nível mais alto de um processo de desenvolvimento, seja de um aparelho, de uma técnica ou de uma área científica, alcançado até um determinado momento. No entanto, em alguns contextos, pode se referir também ao nível de desenvolvimento alcançado até um determinado momento.
Em trabalhos científicos e acadêmicos, é comum o destaque do estado da arte como parte da introdução, como mecanismo para se estabelecer um ponto de partida para o estudo proposto. O estabelecimento formal do estado da arte permite que leitores do trabalho compreendam o conhecimento e as ferramentas disponíveis ao autor do estudo no momento em que o trabalho foi realizado, assim como os acréscimos sendo ofertados ao estado de conhecimento atual.

## Origem
O primeiro uso do termo foi documentado foi em 1910, em um manual de engenharia, de Henry Harrison Suplee, intitulado Gas Turbine: progress in the design and construction of turbines operated by gases of combustion. Há uma passagem no livro, onde se lê: "In the present state of the art this is all that can be done " ('No atual estado da arte, isto é tudo o que pode ser feito').
A origem da expressão está, possivelmente, no Livro I da Metafísica, onde Aristóteles discorre sobre o conhecimento  e expõe as noções de έμπειρία (translit. empeiría) e de τέχνη (téchne), isto é, 'experiência' e 'arte', referindo-se à experiência como o conhecimento dos singulares, e à arte, como o conhecimento dos universais. Aristóteles julga haver mais saber e conhecimento na arte do que na experiência,  considerando os homens de arte mais sábios que os empíricos. Isto porque os primeiros conhecem a causa, e os outros não, ou seja, enquanto os empíricos sabem o "quê", mas não o "porquê", os homens de arte sabem o "porquê" e a causa. Assim, a verdadeira ciência é, para Aristóteles, a que resulta do conhecimento teorético, especulativo, não prático, cujo objeto é o saber das causas ou da razão de ser.

## Estado da técnica
A expressão estado da técnica é usada alternativamente a 'estado da arte'. No contexto da concessão de patente europeia, o estado da técnica (ou estado da arte) integra os critérios para avaliar inovações, com vistas à concessão de patentes. Segundo a Convenção sobre a Patente Europeia ‎(EPC 1973) "uma invenção é considerada nova se não estiver incluída no estado da técnica" (ou estado da arte), sendo que o estado da técnica  constitui-se de tudo o que já era acessível ao público, antes da data de depósito do pedido de patente europeia.